# Nevin Yanıt
Nevin Yanıt (* 16. února 1986, Mersin) je bývalá turecká atletka, sprinterka, jejíž specializací byly krátké překážkové běhy.

## Kariéra
V roce 2007 se stala v Debrecínu mistryní Evropy do 23 let a získala stříbro na světové letní univerziádě v thajském Bangkoku. Na MS v atletice 2007 v japonské Ósace skončila v prvním semifinálovém běhu na 7. místě, což k postupu do finále nestačilo.
O rok později reprezentovala na letních olympijských hrách v Pekingu, kde v prvním semifinálovém kole skončila na posledním, osmém místě a do finále nepostoupila. Před branami finále zůstala rovněž na MS v atletice 2009 v Berlíně, kde v semifinále obsadila časem 12,99 s celkové 15. místo. V témže roce vybojovala zlatou medaili na Středomořských hrách v italské Pescaře a zlato také na univerziádě v Bělehradě.
V roce 2010 se stala v Barceloně mistryní Evropy v běhu na 100 metrů překážek. Titul vybojovala v novém osobním a národním rekordu, jehož hodnota byla 12,63 sekundy. O rok později se zúčastnila již své čtvrté letní univerziády, která se konala v čínském Šen-čenu. Třetí medaili v řadě však nezískala, když ve finále doběhla v čase 13,27 s na 6. místě. Na světovém šampionátu v jihokorejském Tegu skončila v semifinále na celkovém 22. místě.
V roce 2012 na ME v atletice v Helsinkách obhájila časem 12,81 s titul mistryně Evropy. Předtím totéž dokázala také Bulharka Svetla Dimitrovová (ME 1994, ME 1998) a Fanny Blankers-Koenová (ME 1946, ME 1950), ta však dvakrát triumfovala na trati o 20 metrů kratší. Třikrát v řadě uspěla jen Karin Balzerová z tehdejší NDR, která na evropském šampionátu v Budapešti v roce 1966 jako poslední vybojovala titul na trati 80 m překážek a na následujících dvou šampionátech (Athény 1969, Helsinky 1971) získala zlaté medaile již na stometrové trati.
22. července 2012 v tureckém Eskişehiru si o dvě setiny vylepšila hodnotu osobního maxima a výkonem 12,61 sekundy se v letošních tabulkách zařadila na první místo mezi Evropankami.

### Osobní rekordy
- 60 m přek. (hala) – 7,89 s – 1. března 2013, Göteborg
- 100 m přek. (dráha) – 12,58 s – 7. srpna 2012, Londýn